# Portulaca granulatostellulata
Portulaca granulatostellulata är en portlakväxtart som först beskrevs av Karl von Poellnitz, och fick sitt nu gällande namn av C. Ricceri och P.V.Arrigoni. Portulaca granulatostellulata ingår i släktet portlaker, och familjen portlakväxter. Inga underarter finns listade i Catalogue of Life.